# Schönstedt (Unstrut-Hainich)
Schönstedt – dzielnica (Ortsteil) gminy Unstrut-Hainich w Niemczech, w kraju związkowym Turyngia, w powiecie Unstrut-Hainich. Do 31 grudnia 2018 wchodziła w skład wspólnoty administracyjnej Unstrut-Hainich. Od 1 stycznia 2019 niektóre zadania administracyjne gminy realizowane były już przez gminę Unstrut-Hainich, która pełniła rolę "gminy realizującej" (niem. "erfüllende Gemeinde"). Do 31 grudnia 2023 samodzielna gmina.